# 羅嗚珂
羅嗚珂，正红旗人，清朝政治人物。监生出身。
康熙十四年（1675年），擔任清朝廣州府新安縣知縣。后由張明達接任。